# Як малі діти
«Як малі діти» (англ. Little Children) — американський кінофільм 2006 року, знятий режисером Тоддом Філдом за однойменним романом (2004) американського письменника Тома Перротти. У головних ролях Кейт Вінслет і Патрік Вілсон.

## Сюжет
Сара Пірс — молода домогосподарка, яка присвячує себе клопотам про свою трирічну дочку Люсі. Сара нудьгує, вона явно незадоволена одноманітністю та святенністю життя в передмісті, де всі розмови крутяться тільки навколо місцевого психопата-педофіла, нещодавно відпущеного на свободу. Сімейне життя у неї також не складається: її чоловік Річард постійно зайнятий на роботі, а у вільний час шукає порно в інтернеті. Одного дня Сара знайомиться на дитячому майданчику з молодим батьком Бредом, який знаходиться приблизно в такому ж становищі: його дружина Кеті не може приділяти родині достатньо уваги. Знайомство Сари та Бреда поступово переростає у взаємне почуття.

## У ролях
| Актор              | Роль               |
| ------------------ | ------------------ |
| Кейт Вінслет       | Сара Пірс          |
| Патрік Вілсон      | Бред Адамсон       |
| Дженніфер Коннеллі | Кеті Адамсон       |
| Джекі Ерл Гейлі    | Ронні Макгорві     |
| Ноа Еммеріх        | Ларрі Геджес       |
| Філліс Сомервілл   | Мей Макгорві       |
| Грег Едельман      | Річард Пірс        |
| Седі Голдстейн     | Люсі Пірс          |
| Тай Сімпкінс       | Аарон Адамсон      |
| Тріні Альварадо    | Тереза             |
| Леон Віталі        | давній друг родини |

## Нагороди та номінації
Молодий Голлівуд (2006)
- Прорив року: актор (Патрік Вілсон).

Міжнародний кінофестиваль у Марракеші (2006)
- Номінація на премію Золота зірка (Тодд Філд).

Оскар (2007)
- Номінація на найкращий адаптований сценарій (Тодд Філд, Том Перротта).
- Номінація на найкращу акторку (Кейт Вінслет).
- Номінація на найкращого актора другого плану (Джекі Ерл Гейлі).

BAFTA (2007)
- Номінація на найкращу акторку (Кейт Вінслет).

Золотий глобус (2007)
- Номінація на найкращий фільм — драма.
- Номінація на найкращу акторку у фільмі — драма (Кейт Вінслет).
- Номінація на найкращий сценарій (Тодд Філд, Том Перротта).

Премія Гільдії кіноакторів (2007)
- Номінація на найкращу акторку (Кейт Вінслет).
- Номінація на найкращого актора другого плану (Джекі Ерл Гейлі).

Гільдія сценаристів США (2007)
- Номінація на найкращий адаптований сценарій (Тодд Філд, Том Перротта).